# Gammbodtjärnen, Västerbotten
Gammbodtjärnen är en sjö i Skellefteå kommun i Västerbotten och ingår i Rickleåns huvudavrinningsområde.